# Mignéville
Mignéville település Franciaországban, Meurthe-et-Moselle megyében. Lakosainak száma 173 fő (2022. január 1.). Mignéville Ancerviller, Domèvre-sur-Vezouze, Herbéviller, Montigny, Pettonville, Reherrey és Vaxainville községekkel határos.

## Népesség
A település népességének változása:
| Lakosok száma | 184  | 122  | 157  | 165  | 188  | 193  | 187  | 175  | 174  | 173  |
|               | 1968 | 1982 | 1990 | 2006 | 2013 | 2015 | 2017 | 2019 | 2020 | 2022 |